# Großmonra
Großmonra – dzielnica miasta Kölleda w Niemczech, w kraju związkowym Turyngia, w powiecie Sömmerda, we wspólnocie administracyjnej Kölleda. Do 30 grudnia 2012 samodzielna gmina.